# Max Hachenburg

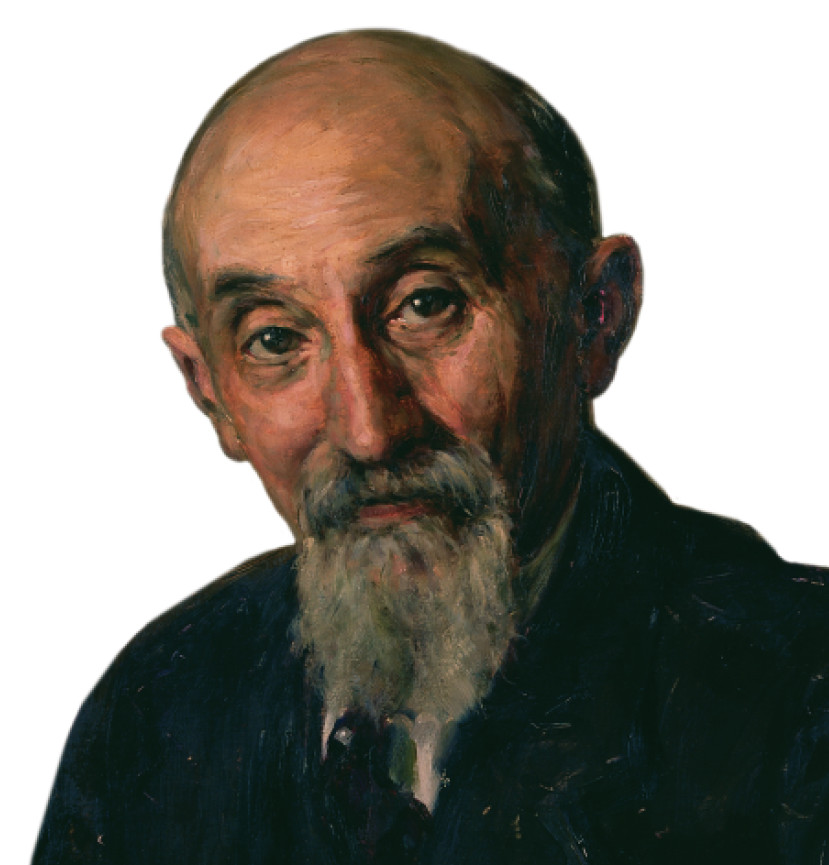
Max Hachenburg 1918, Ölgemälde von Heinz Schifferdecker

Max Hachenburg (* 1. Oktober 1860 in Mannheim; † 23. November 1951 in Berkeley) war ein deutscher Jurist und Rechtspublizist. Er galt als führender Handels- und Gesellschaftsrechtler seiner Zeit, veröffentlichte unter anderem einflussreiche Kommentare zum Handelsgesetzbuch und zum GmbH-Gesetz. Des Weiteren engagierte er sich in den juristischen berufsständischen Vereinigungen. Ab 1933 wurde er in Deutschland als Jude verfolgt und emigrierte 1939 nach Zürich, 1940 nach Oswestry und 1946 nach Berkeley.

## Leben
Hachenburg entstammte einer angesehenen jüdischen Kaufmannsfamilie in Mannheim. Sein Vater Heinrich Hachenburg war dort Handelssensal, seine Mutter Johanna die in Altdorf geborene Tochter des Lehrers und Bezirksrabbiners Elias Hirsch Präger in Bruchsal. Ab 1878 studierte er Rechtswissenschaften in Heidelberg, Leipzig und Straßburg. Sein Doktorexamen legte er 1882 in Heidelberg ab, am 15. September 1885 wurde er in Mannheim als Rechtsanwalt zugelassen. 1889 heiratete er seine Frau Lucie (geborene Simons). Das Ehepaar hatte zwei Töchter, Margaretha (Grete) Auguste Martha (1890–1942) und Elisabeth (Liese) Pauline (1892–1943), und einen Sohn, Hans Heinrich (1897–1975), der später Landgerichtsdirektor in Heidelberg war.
Ab 1933 sah sich Hachenburg zunehmend Repressalien durch den nationalsozialistischen Staat ausgesetzt. So wurden ihm seine Ehrentitel entzogen und die Publikationstätigkeit erschwert. Bei den Novemberpogromen 1938 wurden seine Wohnung in Heidelberg und seine Kanzlei in Mannheim B2, 10 schwer verwüstet. Am 30. November 1938 wurde ihm die Anwaltszulassung entzogen. Als 78-Jähriger flüchtete er im Juni 1939 vor der nationalsozialistischen Verfolgung zunächst in die Schweiz nach Zürich und später weiter nach Oswestry in England nahe der Grenze zu Wales, wohin bereits sein Sohn Hans Heinrich (1897–1975) geflüchtet war. 1946 siedelte er nach Berkeley (USA) über, wo er fünf Jahre später starb. Seine Frau war bereits im Juli 1933 gestorben. Seine Töchter, sein Schwager, sein Schwiegersohn und ein Enkel wurden 1942 und 1943 im Konzentrationslager Auschwitz ermordet.

## Wirken
Max Hachenburg war nicht nur ein erfolgreicher Rechtsanwalt in Mannheim, sondern durch seine umfangreiche Publikationstätigkeit und das Engagement beim Deutschen Anwaltverein und beim Deutschen Juristentag auch einer der profiliertesten Juristen der Weimarer Republik. Dazu trug zum einen die Spezialisierung auf das eben erst entstandene Segment des Wirtschaftsrechts bei, zum anderen sein knapper und pointierter Schreibstil, dessen kritische Bezeichnung „Lapidarstil“ von ihm selbst als durchaus treffend gesehen wurde. So wie Hermann Staub die systematische Analyse der einzelnen Paragraphen in das Kommentarwesen eingeführt hatte (die „talmudische Methode“), begründete Hachenburg in den Kommentaren die kritische Würdigung der Einzelvorschriften und Urteile.
Ab 1906 führte Hachenburg den von Hermann Staub begründeten Kommentar zum GmbH-Gesetz fort, wobei er für die zweite Auflage auf dessen Nachlassnotizen zurückgriff. Die von Hachenburg bearbeitete Kommentierung entwickelte sich in den Folgejahren zu einer der bedeutendsten Referenzen im GmbH-Recht und erreichte bis 1927 fünf Auflagen. 
Nach dem Zweiten Weltkrieg wurde der „Hachenburg“ von anderen Autoren fortgesetzt und zu einem Großkommentar erweitert, der bis 1997 insgesamt acht Auflagen erreichte. Heute knüpft der von Peter Ulmer, Mathias Habersack und Marc Löbbe herausgegebene „Großkommentar zum GmbHG“ ausdrücklich an die von Hachenburg begründete Kommentartradition an.
Gemeinsam mit Adelbert Düringer gab Hachenburg zudem ab 1899 einen Kommentar zum gerade in Kraft getretenen Handelsgesetzbuch heraus, der in der zweiten Auflage bereits vierbändig war. Die ab 1930 erscheinende dritte Auflage konnte nicht mehr vollendet werden. Sie wurde 1935 auf Druck des NS-Regimes eingestellt, das den Einfluss jüdischer Rechtswissenschaftler aktiv bekämpfte. Stattdessen erschien 1939 ein vom Staatssekretär im Reichsjustizministerium Franz Schlegelberger bearbeiteter HGB-Kommentar in zwei Bänden.
Hachenburg war regelmäßiger Autor mehrerer bedeutender juristischer Zeitschriften der Weimarer Republik. Für die Deutsche Juristen-Zeitung verfasste er 21 Jahre lang eine wöchentliche Kolumne. In der Juristischen Wochenschrift begründete er – gegen den Protest des Reichsgerichts – die bis dahin allgemein unübliche kritische Besprechung von Urteilen.
In seiner Verbandstätigkeit war Hachenburg Mitglied der Ständigen Deputation des Deutschen Juristentags und Vizepräsident des Deutschen Anwaltvereins. Er war maßgeblich befasst mit den Arbeiten zur Reform des noch aus der Kaiserzeit stammenden Aktienrechts, die später zum neuen Aktiengesetz von 1937 führten.
Hachenburg war von 1920 bis 1926 Mitglied des vorläufigen Reichswirtschaftsrats der Weimarer Republik. Er war jeweils ein Jahr lang Präsident der jüdischen Synode Badens (1898) und des jüdischen Oberrats (1901). Zudem war er Mitglied der Mannheimer Freimaurerloge „Carl zur Eintracht“.

## Ehrungen und Nachlass
- Dr. h. c. der Staatswissenschaften (Universität Heidelberg, 1930)
- Ehrenmitglied des Deutschen Anwaltvereins (1930)
- Goldene Ehrennadel der Stadt Mannheim (1930)
- Dr. h. c. der Wirtschaftshochschule Mannheim (1932)
- Ehrenbürger der Stadt Mannheim (1949)
- Schulbenennung in Mannheim
- Straßenbenennung in Mannheim

Hachenburgs schriftlicher Nachlass wurde 1973 an das Stadtarchiv Mannheim übergeben, sein Grab befindet sich auf dem Jüdischen Friedhof Mannheim. Am Ort seiner ehemaligen Kanzlei, dem Haus B 2,10, ist eine Geschichtstafel der Stadt Mannheim aufgestellt.
Seit 1994 findet alle zwei Jahre an der juristischen Fakultät der Ruprecht-Karls-Universität Heidelberg die „Max-Hachenburg-Gedächtnisvorlesung“ statt, die das Andenken an den Wirtschaftsrechtler bewahrt.
Vor dem Haus in der Kuno-Fischer-Straße 4 in Heidelberg-Neuenheim wurden am 13. September 2022 Stolpersteine für Max Hachenburg und seine Familie gelegt.

## Schriften (Auswahl)
- Das Handelsgesetzbuch vom 10. Mai 1897 (mit Ausschluß des Seerechts) auf der Grundlage des Bürgerlichen Gesetzbuches (mit Adelbert Düringer), J. Bensheimer, Mannheim, 1899.
  - 2. Auflage: Bd. 1 1908, Bd. 2 1910, Bd. 3 1913, Bd. 4 1917, Bd. 5 1924.
  - 3. Auflage: Bd. 1 1930, Bd. 2/I 1932, Bd. 2/II 1932, Bd. 3/I 1934, Bd. 3/III 1935, Bd. 4 1932, Bd. 5/I 1932, Bd. 5/II 1932.
- Kommentar zum Gesetz betreffend die Gesellschaften mit beschränkter Haftung, begründet durch Hermann Staub, 2. Auflage, Guttentag, Berlin, 1906.
  - 3. vermehrte Auflage 1909.
  - 4. Auflage 1913.
  - 5. Auflage: Bd. 1 1926, Bd. 2 1927.
- Lebenserinnerungen eines Rechtsanwalts, Verlag Neue Brücke, Düsseldorf 1927.
- „Wie eine Riesenschlange rauscht das Schicksal auf uns zu“. Kolumnen in der Deutschen Juristen-Zeitung 1918–1933. Ausgewählt und kommentiert von Ulrich Krüger und Benjamin Lahusen. Verlag Das kulturelle Gedächtnis, Berlin 2022, ISBN 978-3-946990-43-7